# Трепак, Александр Сергеевич
Александр Сергеевич Трепак (укр. Олекса́ндр Сергі́йович Трепа́к; род. 15 сентября 1976) — бригадный генерал Вооруженных сил Украины, командир 3-го отдельного полка специального назначения сил специальных операций. Участник войны в Донбассе. Герой Украины (2015). С 9 мая 2024 года — командующий Силами специальных операций Вооружённых сил Украины.

## Биография
Родился 15 сентября 1976 года в семье военнослужащего. После окончания школы в 1993 году избрал военную карьеру. Военный в четвертом поколении. Во время офицерской службы занимал различные должности в разведывательных подразделениях Вооруженных Сил Украины и прослужил в нескольких видах разведки: военной, радиоразведки и информационной.
С 2008 года проходил службу в рядах 3-го отдельного полка спец-назначения, штаб которой расположен в городе Кировограде, где стал командиром отряда специального назначения. Александр Трепак участвует в антитеррористических операциях на востоке Украины с апреля 2014 года, неоднократно проявлял мужество, героизм и умелое командование подчиненными военнослужащими.
Вместе с несколькими разведывательными группами отбыл в район города Бахмут. Совместно с подразделениями специального назначения Военной службы правопорядка кировоградцы охраняли Центр обеспечения бронетанковым вооружением в Бахмуте и базу хранения стрелкового оружия в селе Парасковеевка (Бахмутский район) Донецкой области.
7 июня 2014 близ города Бахмут группа специального назначения начала операцию по поиску и эвакуации тяжело раненного командира Центра обеспечения бронетанковым вооружением полковника Владимира Чобитка. Александр Трепак во главе подгруппы по 8 бойцов захватил блокпост сепаратистов на въезде в город и в течение трех часов удерживал его, обеспечив коридор безопасности для доставки второй подгруппой командира Центра к месту эвакуации вертолетом. Во время боя получил пулевое ранение в ногу, но от эвакуации отказался и в течение двух суток руководил отражением атак сепаратистов на Центральную артиллерийскую базу вооружения. За успешное выполнение этой задачи Александр Трепак получил воинское звание «полковник» и был награждён орденом Богдана Хмельницкого III степени и именным огнестрельным оружием.
После лечения в госпитале, с 27 августа по 3 октября 2014 года был старшим военным начальником по обороне территории Международного аэропорта «Донецк». Лично организовал контрдиверсионную и контрзасадную работу в окрестностях аэропорта, что сделало невозможным попытки противника перекрыть пути снабжения защитникам аэропорта продуктов и боеприпасов.
23 марта 2016 года назначен командиром Кировоградского 3-го полка спец-назначения.  Во время войны продолжил учебу, в июне 2017 года окончил Национальный университет обороны Украины, получил диплом магистра.
9 мая 2024 года указом президента Украины, назначен командующим Сил специальных операций Вооружённых сил Украины.

## Награды
- Звание Герой Украины с вручением ордена «Золотая Звезда» (12 февраля 2015) — «за личное мужество, героизм и высокий профессионализм, проявленные в защите государственного суверенитета и территориальной целостности Украины, самоотверженное служение украинскому народу»[3];
- Орден Богдана Хмельницкого I степени (28 сентября 2022) — «за личное мужество и самоотверженные действия, проявленные в защите государственного суверенитета и территориальной целостности Украины, верность военной присяге»[4];
- Орден Богдана Хмельницкого II степени (6 октября 2014) — «за личное мужество и героизм, проявленные в защите государственного суверенитета и территориальной целостности Украины»[5];
- Орден Богдана Хмельницкого III степени (19 июля 2014) — «за личное мужество и героизм, проявленные в защите государственного суверенитета и территориальной целостности Украины»[6].

## В культуре
В фильме «Киборги» (укр. Кіборги), вышедшем в 2017 году, роль Трепака исполнил Роман Семисал.